# 德比伯爵
德比伯爵（英語：Earl of Derby）是一個英格蘭貴族爵位。第一次冊封是在1139年，羅伯特·德·費爾受國王史蒂芬封為第一代伯爵。

德比伯爵徽章

## 頭銜持有人

### 1139年冊封
- 第一代德比伯爵羅伯特·德·費爾（英语：Robert de Ferrers, 1st Earl of Derby）
- 第二代德比伯爵羅伯特·德·費爾（英语：Robert de Ferrers, 2nd Earl of Derby）
- 第三代德比伯爵威廉·德·費爾（英语：William de Ferrers, 3rd Earl of Derby）
- 第四代德比伯爵威廉·德·費爾（英语：William de Ferrers, 4th Earl of Derby）
- 第五代德比伯爵威廉·德·費爾（英语：William de Ferrers, 5th Earl of Derby）
- 第六代德比伯爵羅伯特·德·費爾（英语：Robert de Ferrers, 6th Earl of Derby）

### 1485年冊封
- 第一代德比伯爵托馬斯·斯坦利
- 第二代德比伯爵托馬斯·斯坦利（英语：Thomas Stanley, 2nd Earl of Derby）
- 第三代德比伯爵愛德華·斯坦利（英语：Edward Stanley, 3rd Earl of Derby）
- 第四代德比伯爵亨利·斯坦利（英语：Henry Stanley, 4th Earl of Derby）
- 第五代德比伯爵費迪南多·斯坦利（英语：Ferdinando Stanley, 5th Earl of Derby）
- 第六代德比伯爵威廉·斯坦利（英语：William Stanley, 6th Earl of Derby）
- 第七代德比伯爵詹姆斯·斯坦利（英语：James Stanley, 7th Earl of Derby）
- 第八代德比伯爵查爾斯·斯坦利（英语：Charles Stanley, 8th Earl of Derby）
- 第九代德比伯爵威廉·斯坦利
- 第十代德比伯爵詹姆斯·斯坦利（英语：James Stanley, 10th Earl of Derby）
- 第十一代德比伯爵爱德华·斯坦利
- 第十二代德比伯爵爱德华·史密斯-斯坦利
- 第十三代德比伯爵愛德華·史密斯-斯坦利（英语：Edward Smith-Stanley, 13th Earl of Derby）
- 第十四代德比伯爵愛德華·史密斯-斯坦利
- 第十五代德比伯爵愛德華·斯坦利
- 第十六代德比伯爵弗雷德里克·斯坦利
- 第十七代德比伯爵愛德華·斯坦利（英语：Edward Stanley, 17th Earl of Derby）
- 第十八代德比伯爵約翰·斯坦利（英语：John Stanley, 18th Earl of Derby）
- 第十九代德比伯爵愛德華·斯坦利（英语：Edward Stanley, 19th Earl of Derby）（現任）